# Amir
Amir (arab. أمير) – imię męskie pochodzenia arabskiego, oznacza „książę” lub „dowódca”.  

## Znani ludzie o tym imieniu
- Amir Karakulow
- Amir Haddad
- Amir Pnueli
- Amir Perec
- Amir Derakh
- Aamir Khan
- Amir Abu Amra